# Terremoto de Papúa de 1976
El terremoto de Papúa de 1976 ocurrió el 26 de junio de 1976 a las 04:18 hora local con una magnitud de onda superficial de 7,1 en Papúa, Indonesia. El total de muertes por el evento ascendió a 422, incluidas 70 que murieron en deslizamientos de tierra posteriores.

## Entorno tectónico
Indonesia se encuentra dentro del Anillo de Fuego del Pacífico, un sector del Pacífico donde se cruzan varias placas tectónicas. Este movimiento entre las placas da como resultado una actividad volcánica y sísmica extremadamente alta. Papúa está constantemente plagada de deslizamientos de tierra.

## Daños y víctimas
Inmediatamente después del terremoto, el número de víctimas se estimó en 350 muertos. Sin embargo, pronto se produjeron deslizamientos de tierra en la zona afectada, lo que provocó 72 víctimas más, y entre 5.000 y 9.000 personas desaparecieron y se supuso muertas después de los deslizamientos de tierra. Un total de seis aldeas fueron demolidas en la zona. El sector occidental de Irian y el este de Nueva Guinea también informaron que el terremoto se sintió significativamente en su región.